# Кодијак Ајланд (Аљаска)
Кодијак Ајланд (енгл. Kodiak Island) град је у америчкој савезној држави Аљаска.

## Демографија
По попису из 2010. године број становника је 13.592, што је 321 (-2,3%) становника мање него 2000. године.
| Група             | 2000.         | 2010.         |
| Белци             | 8.001 (57,5%) | 7.137 (52,5%) |
| Афроамериканци    | 134 (1,0%)    | 92 (0,7%)     |
| Азијати           | 2.232 (16,0%) | 2.660 (19,6%) |
| Хиспаноамериканци | 848 (6,1%)    | 996 (7,3%)    |
| Укупно            | 13.913        | 13.592        |